# Warren Archibald
Warren Archibald (Punta Fortín; 1 de agosto de 1949) es un exdelantero de fútbol de trinitense que pasó una temporada en la United Soccer Association y nueve en la North American Soccer League, ganando los honores del Jugador Más Valioso en 1973. Fue un pilar de la selección de Trinidad y Tobago de 1968 a 1976.

## Trayectoria
Asistió al Saint Benedict's College en Trinidad. En 1967, firmó con New York Generals de la National Professional Soccer League.
En 1968, la NPSL se fusionó con la United Soccer Association para formar la North American Soccer League. Firmó con los Washington Darts.
En 1972, los Darts se mudaron a Florida para convertirse en los Miami Gatos. En 1973, el equipo pasó a llamarse Toros y luego fue prestado para el San Luis FC en México.
En 1976, comenzó la temporada, pero fue cambiado después de tres partidos al Rochester Lancers. En abril de 1977, los Lancers lo liberaron para luego pasar al Malvern FC, Toronto Blizzard y K&SI Phoenix por un año.

## Selección nacional
Fue miembro de la selección para el Campeonato Concacaf de 1973 para clasificar a la Copa Mundial de la FIFA 1974 cuando Trinidad y Tobago derrotó a México por cuatro goles a cero.
El equipo tuvo tres goles anulados polémicamente contra Haití y se quedó a dos puntos de la clasificación. Su primer partido fue el 17 de noviembre de 1968 cuando perdió 4-0 ante Guatemala en la clasificación para la Copa del Mundo de 1970 y su último fue el 28 de noviembre de 1976 cuando empató con Surinam 2-2.

## Clubes
| Club               | País              | Año       |
| ------------------ | ----------------- | --------- |
| Shell FC           | Trinidad y Tobago | 1964-1966 |
| Point Fortin Civic | Trinidad y Tobago | 1967      |
| New York Generals  | Estados Unidos    | 1967-1968 |
| Washington Darts   | Estados Unidos    | 1969-1971 |
| Miami Gatos/Toros  | Estados Unidos    | 1972-1976 |
| San Luis (cesión)  | México            | 1973-1974 |
| Rochester Lancers  | Estados Unidos    | 1976      |
| Malvern United     | Trinidad y Tobago | 1977      |
| Toronto Blizzard   | Canadá            | 1978      |
| K&SI Phoenix       | Estados Unidos    | 1979      |

## Palmarés

### Títulos nacionales
| Título                 | Equipo           | País           | Año  |
| ---------------------- | ---------------- | -------------- | ---- |
| American Soccer League | Washington Darts | Estados Unidos | 1969 |

### Distinciones individuales
| Distinción                                             | Año  |
| ------------------------------------------------------ | ---- |
| Jugador más valioso de la North American Soccer League | 1973 |